# Alavides
864–928
Entités précédentes :
- Tahirides

Entités suivantes :
- Samanides

Les Alavides (en persan : سلسله علویان طبرستان, selseleh alaviān tabarestān) sont une dynastie ayant régné de 864 à 928 sur un émirat chiite zaydite basée au Tabaristan, en Iran. Ils sont les descendants du second imam chiite (l'imam Hasan ibn Ali) et apportent l'Islam dans la région sud de la Mer Caspienne en Iran. Leur règne se termine quand ils sont défaits par l'empire des Samanides en 928. Après leurs défaites plusieurs soldats et généraux des Alavides rejoignent la dynastie samanide. Mardâvij, le fils de Ziyâr était l'un des généraux qui rejoint les Samanides. Il fondera plus tard la dynastie des Ziyarides. `Imâd ad-Dawla `Alî, Rukn ad-Dawla Hassan et Mu`izz ad-Dawla Ahmad, les fils de Buyeh sont les fondateurs de la dynastie bouyide. Ils sont aussi parmi les généraux alavides qui rejoignent l'armée samanide.

## Histoire
En 864, Al Hasan Ibn Zayd Al 'Alawî, imam et chef de guerre, descendant de Hasan prend le Tabaristan au Tâhiride Muhammad. Il profite de la révolte de la population contre les abus de la dynastie Tâhiride dans la région. L'émir tâhiride, malgré l'aide des Samanides, est incapable de reprendre le terrain perdu, car il doit aussi lutter contre les Saffarides. Une fragile dynastie zaydite s'installe, pour près de trois siècles dans les montagnes au sud de la mer Caspienne. Le fondateur, Al-Hasan ben Zayd, meurt en 884 et son frère Muhammad lui succède.
En 900, les Samanides ont repris partiellement le contrôle de la région. Muhammad ben Zayd est tué au combat.
Une partie des zaydites se réfugie dans le Gilan. L’autorité du calife ne dépasse pas Ray vers l’est. Un descendant de Husayn, Al-Hasan ben ‘Alî « al-Utrûch » [réf. souhaitée], vient renforcer cette dynastie zaydite qui reprend temporairement au Tabaristan en 914. Il parvient à se rallier une grande partie de la population, et forme une nouvelle communauté appelée Nasiriya.
L'avènement de la dynastie bûyide sur la côte sud de la mer Caspienne, change la donne. Les Bûyides sont des chiites et tolèrent facilement la présence des zaydites du Tabaristan. La domination bûyide sur tout l'empire Abbasside permet au zaydisme de connaître son âge d'or (945). Ray devient un centre important de l'enseignement du zaydisme.
En 1055, le Seldjoukide Toghril Beg dépose le dernier souverain buyide. L'empire abbasside passe de nouveau sous une domination sunnite.
La prise d'Alamut par Hassan ibn al-Sabbah à la tête des Nizârites en 1090 marque le retour du chiisme dans le Gilzan.

## La dynastie
| Nom                                                       | Translittération                                      | Arabe                                    | Naissance | Règne   | Mort |                                     |
| --------------------------------------------------------- | ----------------------------------------------------- | ---------------------------------------- | --------- | ------- | ---- | ----------------------------------- |
| « Ad-Dâ‘ī Ilâ al-Haqq » al-Hasan ben Zayd                 | « Ad-Dāʿī ʾIlā al-Ḥaqq » al-Ḥasan ben Zayd            | « الداعي إلى الحق » الحسن بن زيد         | ?         | 864–884 | 884  |                                     |
| « Al-Qâ'im bi-l-Haqq » Muhammad ben Zayd (en)             | « Al-Qāʾim bi-l-Ḥaqq » Muḥammad ben zayd              | « القائم بالحق » محمد بن زيد             | ?         | 884–900 | 900  | Mort au combat contre les Samanides |
| An-Nâsir Ilâ al-Haqq al-Hasan ben ‘Alî (en) « al-Utrûch » | An-Nāṣir ʾIlā al-Ḥaqq al-Ḥasan ben ʿAlī « al-ʾUṭrūš » | الناصر إلى الحق الحسن بن علي « الأطروش » | 845       | 900–917 | 917  | « Le sourd »                        |
| Ad-Dâ‘î Ilâ Allâh al-Hasan ben al-Qâsim                   | Ad-Dāʿī ʾIlā Allāh al-Ḥasan ben al-Qāsim              | الداعي إلى الله الحسن بن القاسم          | 878       | 917–928 | 928  |                                     |
| Al-Mahdî Muhammad ben al-Hasan ad-Dâ‘î                    | Al-Mahdī Muḥammad ben al-Ḥasan ad-Dāʿī                | المهدي محمد بن الحسن الداعي              | ?         | 928–971 | 971  |                                     |